# Derek Malas
Derek Malas (10 de diciembre de 1983 en Port Vila) es un futbolista vanuatuense que juega como mediocampista.

## Carrera
Debutó en 2006 en el Tupuji Imere. En 2007 fue fichado por el Erakor Golden Star, donde jugó hasta que en 2010 el Amicale FC compró su pase. En 2012 dejó el club.

### Clubes
| Club               | País    | Año         |
| ------------------ | ------- | ----------- |
| Tupuji Imere       | Vanuatu | 2006 - 2007 |
| Erakor Golden Star | Vanuatu | 2007 - 2010 |
| Amicale FC         | Vanuatu | 2010 - 2012 |

### Selección nacional
Con Vanuatu ganó la medalla de bronce en los Juegos del Pacífico Sur 2007, además de disputar la Copa de las Naciones de la OFC 2008 y Copa de las Naciones de la OFC 2012|2012]].